# Жовківська ратуша
Жовківська ратуша — адміністративна будівля, у якій розташована Жовківська міська рада а також музей історії міста та туристично-інформаційний центр. Ратуша є пам'яткою архітектури початку XIX століття.

## Розташування
Ратуша розташована у Жовкві, на центральній площі Вічевій, поміж замком, Глинською брамою та костелом.

## Історія

Жовківська ратуша, середина ХІХ ст.

Перша ратуша була дерев'яною, стояла на ринковій площі, згоріла 1632 року. Наступна ратуша була зведена архітектором Петром Бебером у 1687 році. Угорі на стіні ратуші знаходився сонячний годинник, а знизу — взірець аршину та напис: «Міра мірою, а продаж і купно згідно з часом». У 1832 році ратушу розібрали через аварійний стан.
Сучасна ратуша збудована 1932, тобто через сто років після того, як розібрали попередню. Її звели за конкурсним проектом архітектора Броніслава Віктора на місці колишніх казарм та казематів. До казарм була прибудована вежа з двома обхідними балконами та годинником. У передвоєнні часи з вежі ратуші міський сурмач опівдні виконував спеціально скомпоновану мелодію — «гейнал». 
За часів СРСР ратуша використалась районною та міською владою. Нині у ратуші засідає Жовківська міська рада. 
У 2016 році за підтримки Європейського Союзу та ЛОДА було здійснено ремонт і модернізацію вежі ратуші та годинника. Відтепер годинник щогодини грає старовинний гейнал, а опівдні, за традицією, грає український гімн «Ще не вмерла Україна». У вежі працює історико-краєзнавча експозиція «Музей старого містечка» з виходом на оглядовий майданчик, Офіс енергоефективності, у підвалі ратуші — ресторан «Каземат».

## Архітектура
Жовківська ратуша збудована з каменю та цегли. Нижній ярус ратуші — колишні двоярусні муровані з каменю казарми, перекриті трицентровими склепіннями. Двоярусна будівля вкрита чотирисхилим дахом під дахівкою з чотирма люкарнами. На тильному фасаді збережено кілька бійниць у формі ключа. 
Ратуша двоярусна, прямокутна в плані, з триярусною квадратовою вежею, яка розташована посередині споруди та завершується бароковою банею на осі. Ратуша зведена у модерному стилі з необароковими рисами та елементами ар деко. Основний фасад має триаркові портики та прямокутні вікна. Центральна арка має низькі спаровані бочкоподібні колони на високих п'єдесталах. Другий ярус декорований модерновими пілястрами у міжвіконних простінках, вікна в пласких обрамуваннях. Всі фасади завершені стилізованим карнизом. Два верхні яруси вежі оперезані балконами. В інтер'єрі ратуші збережені дерев'яні сходи з перилами. 

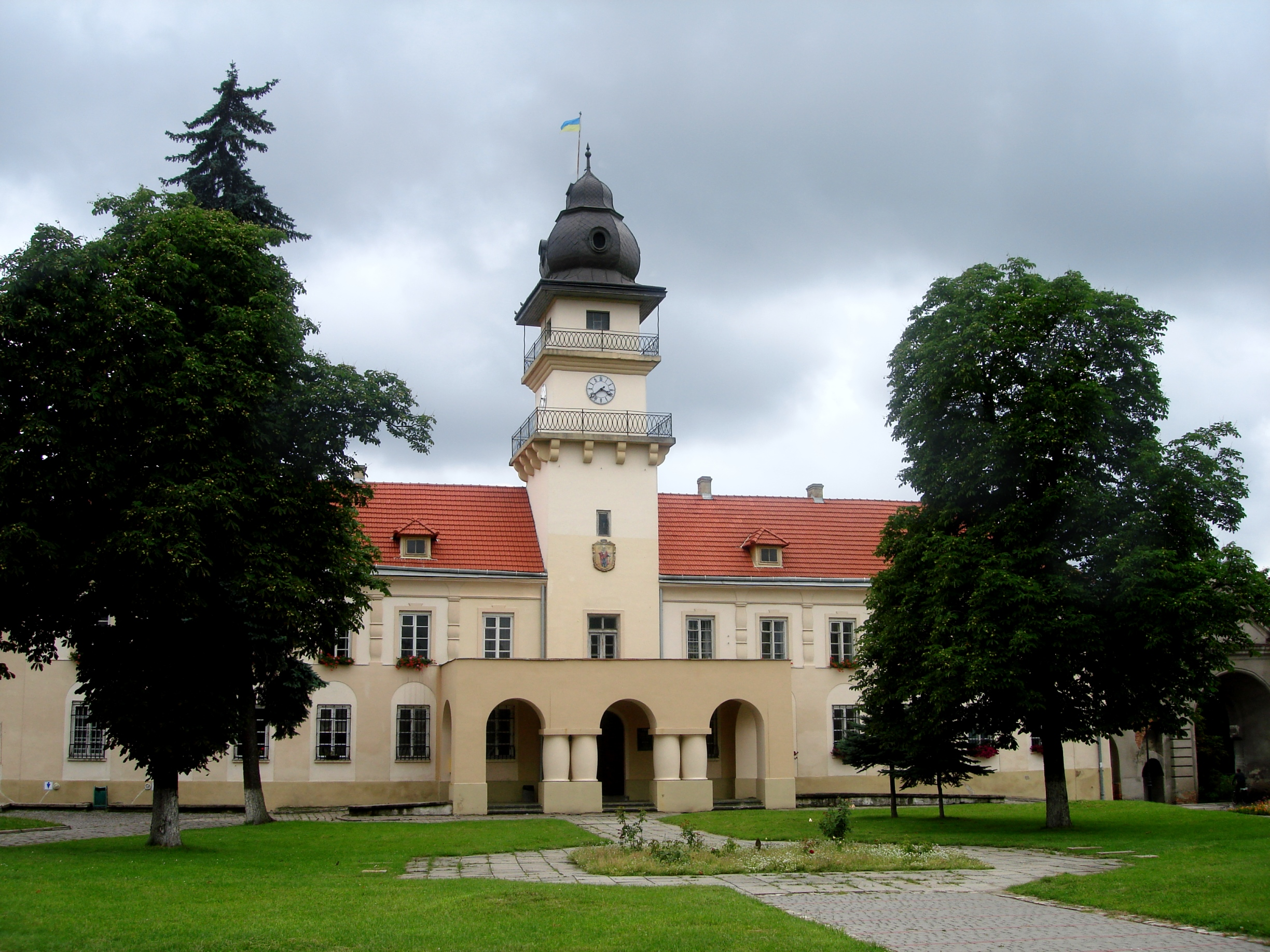
Головний фасад
Вежа
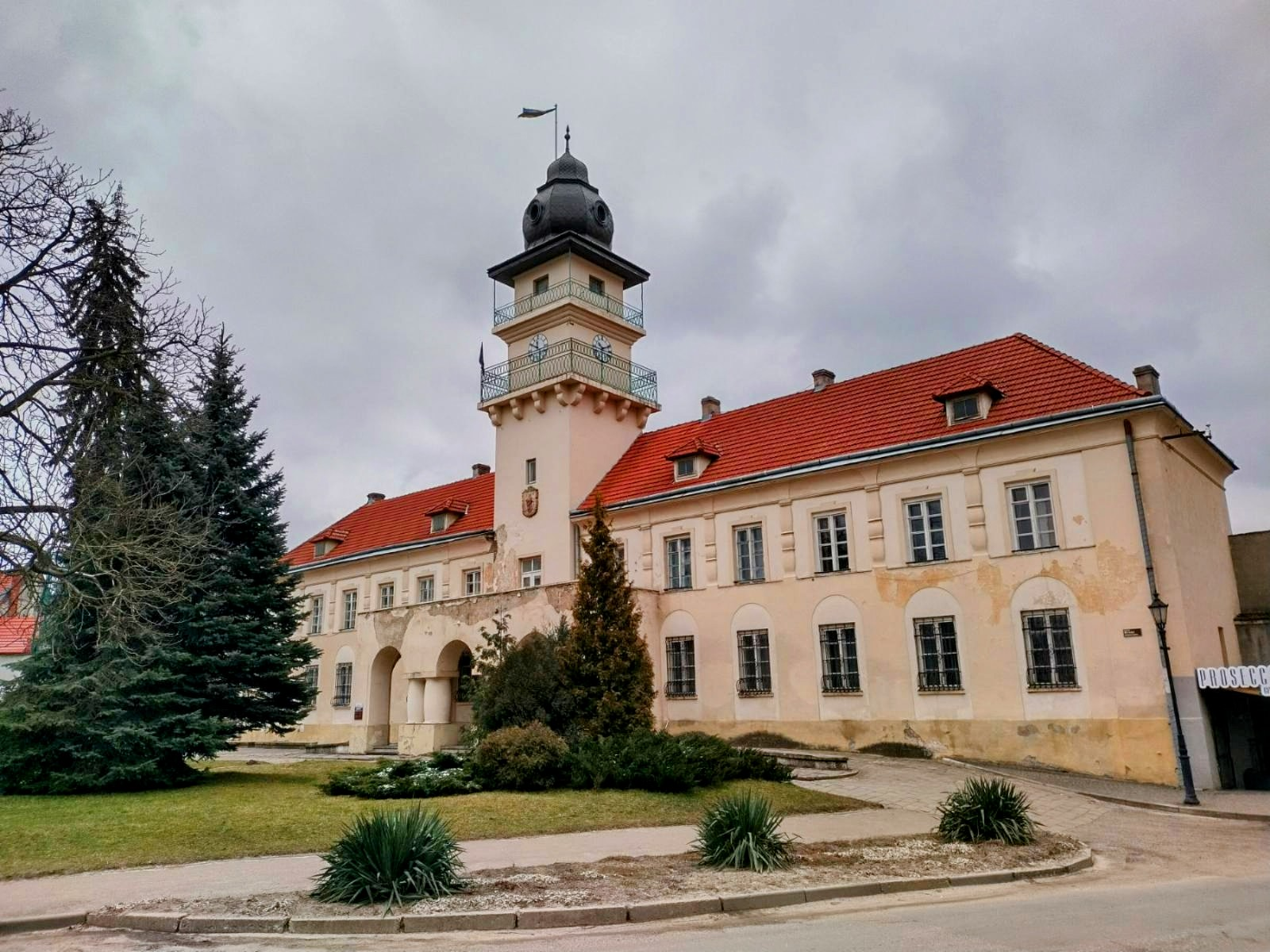
Кутовий вигляд